# ستيف غوش
ستيف غوش هو سياسي أمريكي، ولد في 24 فبراير 1967 في داهلونغا في الولايات المتحدة. نشط حزبياً في الحزب الجمهوري. وقد انتخب عضو مجلس ولاية جورجيا ‏.